# Ніколь Онапу Манн
Ніколь Онапу Манн (англ. Nicole Aunapu Mann; нар. 27 червня 1977 року, Петалума, штат Каліфорнія, США) — американський астронавт, льотчик-випробувач, підполковник Корпусу морської піхоти США.

## Біографія
Ніколь Вікторія Онапу народилася 27 червня 1977 року в місті Петалума, штат Каліфорнія, але рідним вважає місто Пеннгроув (штат Каліфорнія).
У 1995 році, після закінчення вищої школи в місті Ронерт-Парк, вступила на навчання до Військово-морської академії у Мериленді, яку закінчила у 1999 році, здобула ступінь бакалавра з машинобудування та звання другого лейтенанта корпусу морської піхоти (КМП).
У 2001 році здобула ступінь магістра з машинобудування за спеціалізацією гідроаеромеханіка у Стенфордському університеті в Пало-Альто (штат Каліфорнія).

### Військова служба
Пройшла навчання в школі основної спеціальної підготовки на авіастанції Корпусу морської піхоти в Квантіко, штат Вірджинія. 2001 року була направлена на льотну підготовку на авіастанцію ВМС Пенсакола у Флориді, після проходження якої, у 2003 році отримала так звані «крила пілота» ВМС США.
У 2003 році була направлена у 106-й винищувально-штурмову ескадрилью (VFA-106) для освоєння палубного винищувача-бомбардувальника і штурмовика F/A-18C.
З 2004 року проходила службу пілотом у 251-й винищувально-штурмовій ескадрильї КМП (VMFA-251), що базується на авіастанції в окрузі Бофорт, штат Південна Кароліна. Двічі брала участь у бойовому розгортанні на авіаносці «Ентерпрайз», виконала 47 бойових вильотів під час проведення операцій «Іракська свобода» (Iraqi Freedom) і «Непохитна свобода» в Афганістані.
У 2009 році закінчила Школу льотчиків-випробувачів ВМС США на авіастанції ВМС Патаксент-Рівер (штат Мериленд) і отримала призначення у 23-ю ескадрилью винищувачів озброєння ВМС як льотчик-випробувач — офіцер з питань реалізації проєкту випробувань літаків сімейства F/A-18. З весни 2011 року служила офіцером з оперативних питань у 23-й ескадрильї. 2013 року надано звання майор КМП США.
Має понад 2500 годин нальоту на 25 різних типах літаків, виконала 200 посадок на палубу авіаносця.

## Космічна підготовка

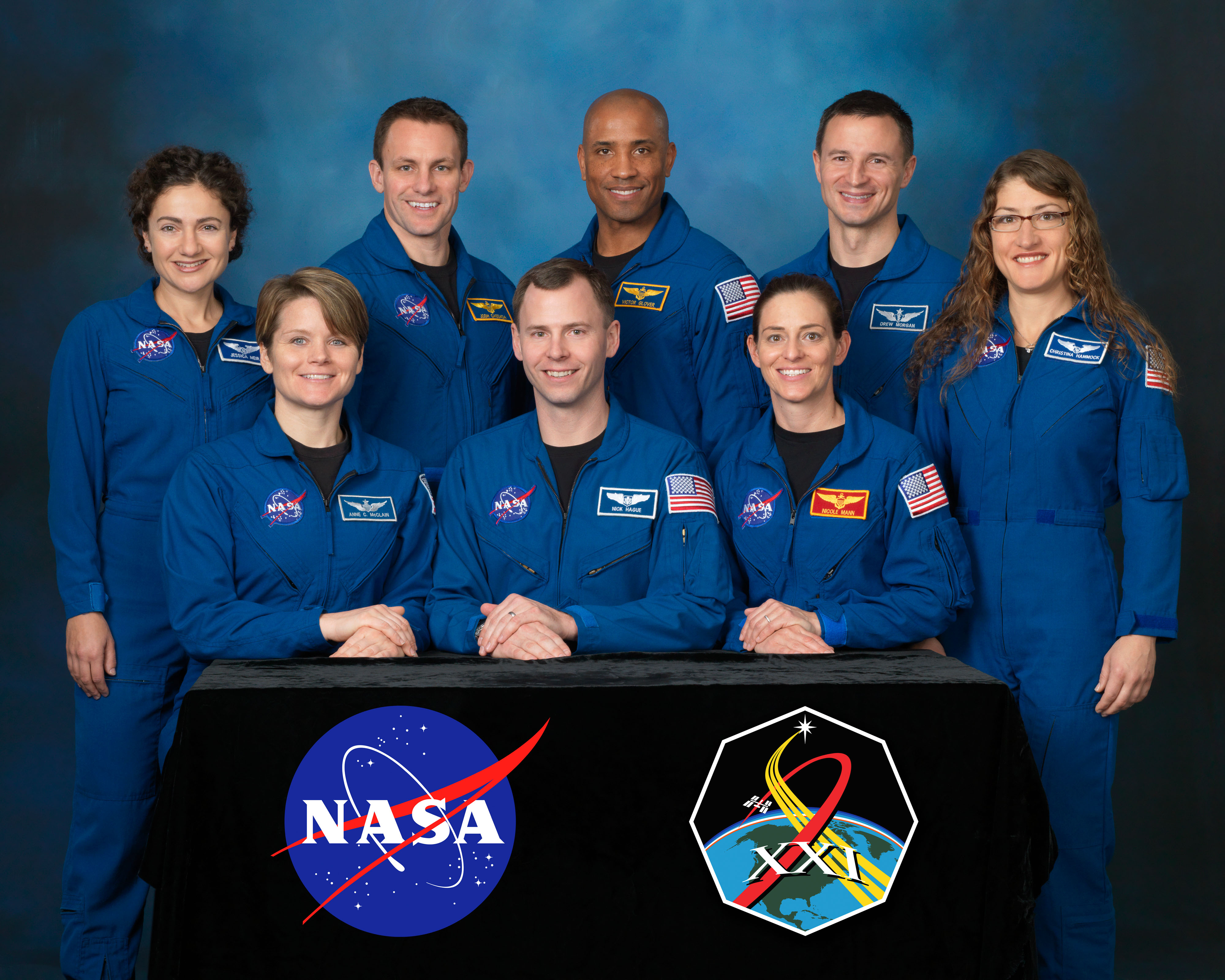
Члени класу підготовки астронавтів 21-го набору

17 червня 2013 року була зарахована в загін астронавтів НАСА у складі 21-го набору НАСА як кандидат в астронавти. У серпні того ж року розпочала проходити курс базової загальнокосмічної підготовки. 9 липня 2015 року отримала статус активного астронавта.
3 серпня 2018 року, на пресконференції в Космічному центрі ім. Джонсона в Х'юстоні, було оголошено про включення Ніколь Онапу Манн разом з Еріком Боу і Крістофером Фергюсоном до складу екіпажу першого пілотованого польоту на кораблі Starliner Boe-CFT, який був спланований в середині 2019 року до першого випробувального пілотованого польоту до МКС за програмою Flight Crew Test.
Станом на початок 2022 рік, досвіду космічних польотів — не мала.
5 жовтня 2022 року, о 19:00:57 мск стартувала у складі екіпажу місії SpaceX Crew-5 на американському приватному багаторазовому космічному кораблі Crew Dragon компанії SpaceX за допомогою важкої ракети-носія Falcon 9 до Міжнародної космічної станції. Перебувала у космосі протягом 157 діб.
12 березня 2023 року, після 09:00 p.m. за Північноамериканським східним часом, місія астронавтів SpaceX Crew-5 для NASA повернулася на Землю з Міжнародної космічної станції після більш ніж п'яти місяців перебування в космосі, - про це було повідомлено на Space.com. «Дякую, SpaceX, це була фантастична поїздка. Ми щасливі бути вдома», — сказала по радіозв’язку Ніколь Манн.

## Родина
- Батько — Онапу Говард Ервін (1947 р.н.)
- Мати — Онапу Вікторія Діана (1947 р.н.)
- Сестра — Онапу Кірстен Сашин (1973 р.н.)
- Чоловік — Манн Тревіс (1973 р.н.), лейтенант-командер ВМС США.
- Син — Джексон (Jackson) (2012 р.н.)[1]

## Захоплення
Ніколь Манн захоплюється футболом. 2000 року входила в десятку кращих гравців «Patriot League's». Під час навчання в академії була капітаном футбольної команди.

## Нагороди
- дві повітряні медалі (Air Medal)
- дві Navy Commendation Medal
- дві Marine Corps Commendation Medal
- дві Navy Achievement Medal
- Marine Corps Achievement Medal[1][2].
- медаль «За участь у глобальній війні з тероризмом»
- Медаль «За Іракську кампанію»[4].